# Groupe Burrus
 (juillet 2024).
Si vous disposez d'ouvrages ou d'articles de référence ou si vous connaissez des sites web de qualité traitant du thème abordé ici, merci de compléter l'article en donnant les références utiles à sa vérifiabilité et en les liant à la section « Notes et références ».
Le Groupe Burrus est un groupe d'assurance européen fondé en 1923 à Strasbourg.

## Histoire
Après la Première Guerre mondiale, l'Alsace revient à la France après 53 ans d'annexion allemande. Les compagnies d'assurance allemandes dominantes mettaient fin à leur présence et Maurice Burrus y voyait une opportunité pour une nouvelle société. En 1923, il fonde l'ESCA (Est Capitalisation) à Strasbourg. 

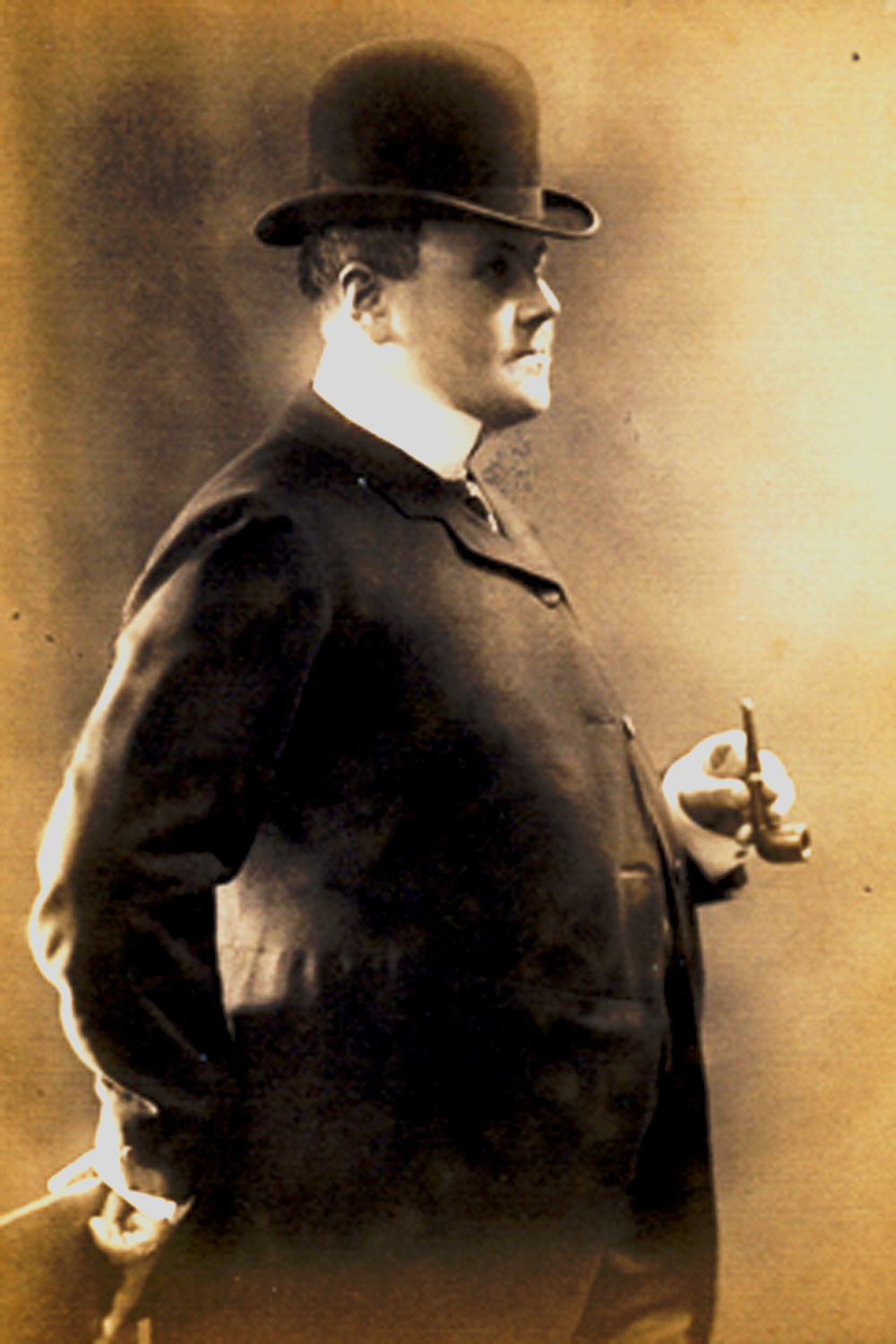
Maurice Burrus

Sa famille avait fait fortune grâce à l'entreprise de tabac F. J. Burus, en Suisse, aujourd'hui British American Tobacco. Après des débuts difficiles, l'entreprise connaît le succès et construit un immeuble de bureaux à Strasbourg en 1932 : Bâtiment ESCA, aujourd'hui classé monument historique.

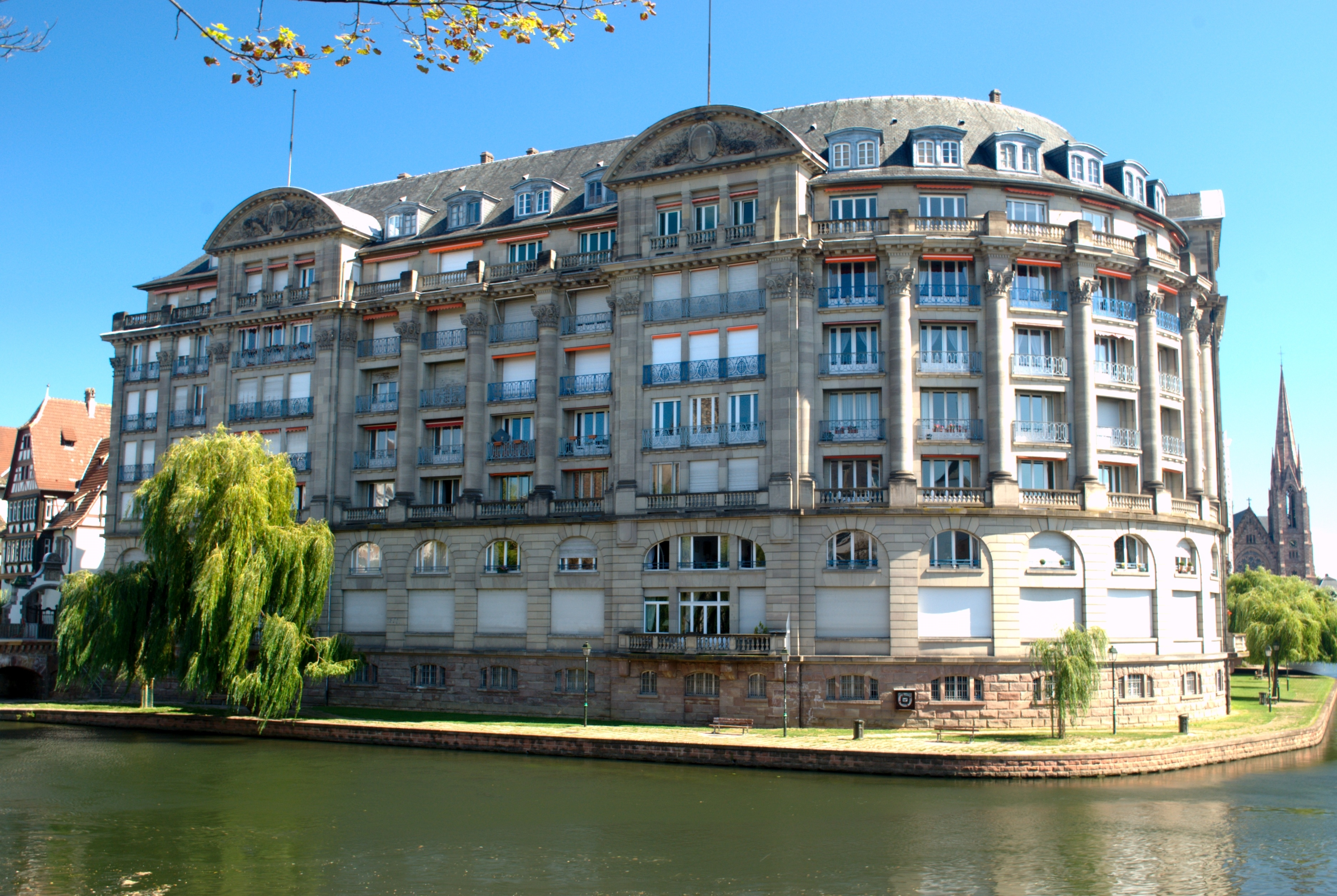
Immeuble ESCA, Strasbourg

 Ils vendaient principalement des assurances-vie, invalidité et obsèques, puis également des services de gestion de patrimoine à des familles fortunées. Ils ont travaillé avec des courtiers d'assurance pour étendre leurs opérations dans toute la France. Entre 1975 et 1989, leur volume de ventes a décuplé. 
En 1991, Christian Burrus, un relatif de Maurice, reprend la direction. Il rachète plusieurs petites sociétés et fusionne avec de plus grandes : AFI Europe, représentée en Belgique, en Italie et au Luxembourg, Diot, courtier d'assurances, LSN, spécialisée dans les notaires, et, en 2021, Siaci Saint Honoré, également courtier d'assurances. La nouvelle société, Diot-Siaci, est le premier courtier d'assurance européen et parmi les 10 premiers mondiaux,. En plus de leur offre traditionnelle, ils proposent en 2022 des assurances pour les entreprises : risques sociaux, installations et responsabilité. Burrus Technologies Group est la société informatique du groupe et propose des solutions pour les secteurs de la banque et de l'assurance,,.

## Entreprises individuelles du Groupe Burrus
- Afi Esca : Assurance de prêt, Assurance-vie et contrat de capitalisation, Prévoyance professionnelle/familiale
- DiotSiaci : Conseil et courtage d’assurance et de réassurance
- Dôm Finance : Gestion de Portefeuille entrepreneuriale
- Custy : Solutions digitales pour l’assurance

## Les chiffres clés
Le Groupe Burrus est la société holding de toutes les branches, la famille Burrus en détient 54 %. Son chiffre d'affaires était de 794 millions d'euros en 2022, elle employait 5 000 personnes et était active dans 170 pays. En tant que Société par actions simplifiée, elle doit publier peu de chiffres financiers.

## La famille Burrus
- Martin Burrus était un agriculteur alsacien qui émigre avec sa famille à Boncourt, en Suisse, en 1814[8].
- François-Joseph Burrus (1805-1879) fonde la fabrique de tabac[7] du même nom.
- Maurice Burrus (1852-1959) fonda l'ESCA[7] et possédait l'une des collections de timbres les plus précieuses[9].
- Jean Paul Burrus, frère de Christian Burrus, agrandit la petite chocolaterie de son père en un groupe d'entreprises de chocolat et de café : SALPA (Société alsacienne de participations agroalimentaires). Elle possède ses propres plantations en Amérique centrale et en Amérique du Sud. Il fonde également une chaîne de restaurants renommés à Strasbourg et en Alsace[10].
- Christian Burrus est classé 124e sur la liste des Français les plus riches en 2022 avec un patrimoine professionnel de 1 000 millions d'euros[11].